# Frances Marionová
Frances Marionová (18. listopadu 1888, San Francisco – 12. května 1973, Los Angeles) byla americká spisovatelka, novinářka, filmová režisérka a scenáristka. Získala dvakrát Oscara za scénář, jednou za adaptovaný scénář k filmu The Big House (1930), jednou za originální scénář ("story") snímku The Champ (1931/32). Byla první ženou, která zlatou sošku Akademie za scénář obdržela a byla též prvním člověkem, který získal Oscara za scénář podruhé. Za první světové války byla válečnou reportérkou. K filmu ji otevřela cestu ženská hollywoodská průkopnice Lois Weberová. Byla blízkou přítelkyní Mary Pickfordové a režírovala též některé její rané filmy. V roce 1972, rok před smrtí, publikovala paměti nazvané Off With Their Heads: A Serio-Comic Tale of Hollywood.